# Нормирование (алгебра)
Норми́рование — отображение элементов поля {\displaystyle F} или целостного кольца в некоторое упорядоченное поле {\displaystyle P} {\displaystyle x\mapsto \|x\|}, обладающее следующими свойствами:
1) {\displaystyle \|x\|\geqslant 0} и {\displaystyle \|x\|=0} только при {\displaystyle x=0}
2) {\displaystyle \|xy\|=\|x\|\cdot \|y\|}
3) {\displaystyle \|x+y\|\leqslant \|x\|+\|y\|}
Если вместо 3) выполняется более сильное условие:
3a) {\displaystyle \|x+y\|\leqslant \max(\|x\|,\|y\|)}, то нормирование называется неархимедовым.
Значение {\displaystyle \|x\|} называется нормой элемента {\displaystyle x}. Если упорядоченное поле {\displaystyle P} является полем вещественных чисел {\displaystyle \mathbb {R} }, то нормирование часто называют абсолютным значением.
Нормы  {\displaystyle \|\cdot \|_{1}}  и {\displaystyle \|\cdot \|_{2}} называются эквивалентными, если   {\displaystyle \|x\|_{1}<1}        равносильно {\displaystyle \|x\|_{2}<1}.

## Примеры нормирований
- Нормирование, при котором {\displaystyle \|0\|=0}, {\displaystyle \|x\|=1} для остальных {\displaystyle x}. Такое нормирование называется тривиальным.
- Обычная абсолютная величина в поле вещественных чисел {\displaystyle \mathbb {R} } и модуль в поле комплексных чисел {\displaystyle \mathbb {C} } являются нормированием.
- Пусть {\displaystyle \mathbb {Q} } — поле рациональных чисел, а {\displaystyle p} — некоторое простое число. Любое рациональное число можно представить в виде дроби {\displaystyle x=p^{n}{\frac {a}{b}}}, где {\displaystyle a} и {\displaystyle b} не кратны {\displaystyle p}. Можно определить следующее нормирование {\displaystyle |x|_{p}=p^{-n}}. Это нормирование является неархимедовым и называется p-адическим нормированием.

Согласно   теореме Островского, любая нетривиальная норма на {\displaystyle \mathbb {Q} } эквивалентна либо абсолютной величине {\displaystyle |x|}, либо р-адическому нормированию.

## Свойства нормы
- {\displaystyle |1|=|-\!1|=1}
- Для вещественнозначного нормирования выполняется свойство {\displaystyle {\Bigl |}|x|-|y|{\Bigr |}\leqslant |x-y|} (здесь предполагается, что на поле вещественных чисел задана обычная норма - модуль числа)
- Вещественнозначное нормирование является неархимедовым тогда и только тогда, когда существует положительное число {\displaystyle A}, такое, что для любой суммы единичных элементов поля {\displaystyle F}:

3b) {\displaystyle \|1+1+...+1\|\leqslant A}
Пусть данное условие выполнено. Тогда для любых элементов {\displaystyle x} и {\displaystyle y} из поля {\displaystyle F} имеем:
{\displaystyle |(x+y)^{n}|=|x^{n}+\ldots +C_{n}^{i}\,x^{n-i}\,y^{i}+\ldots +y^{n}|\leqslant (n+1)A[\max(|x|,|y|)]^{n}}
Извлекая из обеих частей корень и переходя к пределу при {\displaystyle n\to \infty }, получаем условие 3a). Обратное утверждение очевидно.

## Нормированное поле как метрическое пространство
Из свойств 1-3 немедленно следует, что, определяя расстояние между двумя элементами вещественнозначного нормированного поля {\displaystyle F} как норму разности {\displaystyle \|x-y\|}, мы превращаем его в метрическое пространство, в случае неархимедовой нормы — в ультраметрическое пространство. Разные нормы определяют разные метрики. Эквивалентные нормы определяют одинаковую топологию в {\displaystyle F}.

### Пополнение
Как и для любого метрического пространства, можно ввести понятие полноты и доказать, что любое нормированное поле {\displaystyle F} изоморфно вкладывается в полное нормированное поле {\displaystyle F^{*}}, то есть существует изоморфизм {\displaystyle i:F\rightarrow F^{*}}. Норма в {\displaystyle F^{*}} продолжает норму в {\displaystyle F}, то есть для каждого {\displaystyle x}  из {\displaystyle F}: {\displaystyle \|i(x)\|_{F^{*}}=\|x\|}, причём {\displaystyle F} плотно в {\displaystyle F^{*}} относительно этой нормы. Любое такое поле {\displaystyle F^{*}} определено однозначно с точностью до изоморфизма, сохраняющего нормы (изометрии) и тождественного на {\displaystyle F}; оно называется пополнением поля {\displaystyle F}.
Пример. Пополнением поля рациональных чисел {\displaystyle \mathbb {Q} } с p-адической метрикой является поле p-адических чисел {\displaystyle \mathbb {Q} _{p}}.

## Экспоненциальное нормирование
Пусть {\displaystyle v} — отображение из мультипликативной группы поля {\displaystyle K^{*}} в некоторую вполне упорядоченную абелеву группу, такое, что
1) {\displaystyle v(xy)=v(x)+v(y)}
2) {\displaystyle v(x+y)\geqslant \min(v(x),v(y))}
Удобно также доопределить эту функцию в нуле: {\displaystyle v(0)=\infty }. Групповая операция на {\displaystyle \infty } определена следующим образом: {\displaystyle a+\infty =\infty +a=\infty } для любого {\displaystyle a}, {\displaystyle \infty } упорядочена таким образом, чтобы быть больше всех элементов первоначальной группы. При этом свойства 1) и 2) остаются верными.
В терминологии Бурбаки функция с такими свойствами называется нормированием. Также термин «нормирование» для такой функции используют Атья и Макдональд и Ленг. Однако некоторые авторы оставляют термин «нормирование» для функции, обладающей свойствами, перечисленными в начале этой статьи, а нормирование в терминах Бурбаки называют экспоненциальным нормированием. Область значений отображения {\displaystyle v} называют группой нормирования, а множество тех элементов {\displaystyle x} поля {\displaystyle K}, для которых {\displaystyle v(x)\geqslant 0} — кольцом нормирования (обозначение — {\displaystyle R_{v}}), нетрудно проверить, что оно действительно является кольцом.
Дискретное нормирование — это экспоненциальное нормирование, являющееся отображением в аддитивную группу целых чисел. В этом случае кольцо нормирования называется кольцом дискретного нормирования.